# Modgarby (przystanek kolejowy)
Modgarby – przystanek osobowy w Modgarbach na linii kolejowej nr 353, w województwie warmińsko-mazurskim, w powiecie kętrzyńskim, w Polsce.